# Macaná (Peñuelas)
Macaná es un barrio ubicado en el municipio de Peñuelas en el estado libre asociado de Puerto Rico. En el Censo de 2010 tenía una población de 803 habitantes y una densidad poblacional de 142,68 personas por km².

## Geografía
Macaná se encuentra ubicado en las coordenadas 18°4′40″N 66°45′42″O / 18.07778, -66.76167. Según la Oficina del Censo de los Estados Unidos, Macaná tiene una superficie total de 5.63 km², que corresponden a tierra firme.

## Demografía
Según el censo de 2010, había 803 personas residiendo en Macaná. La densidad de población era de 142,68 hab./km². De los 803 habitantes, Macaná estaba compuesto por el 88.17% blancos, el 3.24% eran afroamericanos, el 0.12% eran amerindios, el 6.1% eran de otras razas y el 2.37% pertenecían a dos o más razas. Del total de la población el 99.38% eran hispanos o latinos de cualquier raza.